# Карминский, Марк Вениаминович
Марк Вениами́нович Карми́нский (укр. Марк Веніамінович Кармінський; 30 января 1930 года, Харьков — 9 октября 1995 года, там же) — украинский советский композитор, Заслуженный деятель искусств УССР (1980).

## Биография
В 1947 году Карминский с золотой медалью окончил среднюю школу и поступает на первый курс филологического факультета Харьковского университета. Но в 1948 году, после встречи с известным украинским композитором Д. Клебановым, Карминский поступил на первый курс композиторского отделения историко-теоретического факультета Харьковской консерватории. Совершенствуя композиторские способности, Карминский пробует силы в различных музыкальных формах и жанрах. Он увлеченно пишет музыку к спектаклям театра кукол. Среди многих его студенческих работ — песни, романсы на стихи Пушкина и Лермонтова, трио для фортепиано, скрипки и виолончели, особенно выделяются два симфонических произведения — «Молодёжная увертюра» И «Украинская сюита» (1952 г.) и почти законченная опера «Буковинцы». Первым шагом молодого музыканта в профессиональном драматическом театре была музыка к спектаклю по пьесе Л. Болобана и Л. Предславича «Ой пойду я в Бориславку» на сцене Харьковского украинского драматического театра им. Т. Г. Шевченко в 1957 году. Также в этом году композитор написал музыку к произведению классика украинской драматургии И. К. Карпенко-Карого «Сава Чалый».

## Музыкальная карьера
В 1967 году выходит в свет пьеса «Робин Гуд». «Робин Гуд» — это музыкальная сказка. Музыка, написанная М Карминским на стихи известного шотландского поэта Роберта Бернса (в переводе С. Маршака) проникнута романтической возвышенностью, лиризмом и душевностью. Либретто написал, тоже бывший харьковчанин В. Дубровский (заведующий литературной частью Театра им Маяковского) по пьесе С. Заицкого. В 1978 году фирма «Мелодия» выпускает стереофонический диск «Робин Гуд». Герои пьесы «Робин Гуд» говорят голосом актёров и мастеров искусства, такими как Б. Левинсон, А. Ильин, К. Румянова, В. Самойлов, Е. Леонов, А. Лазарев и др. Песни исполняют К. Румянова, В. Толкунова, Е. Леонов, Л. Лещенко, И. Кобзон. Песни детской сказки удивительно разнообразны: одна звучит как боевой клич к бою, другая веселая и задорная, третья подкупает романтической задушевностью. При этом все песни близки и составляют одно большое произведение. Эти песни говорят о замечательных человеческих чувствах — свободолюбии, верности, благородстве. Неважно, что лесные братья жили в далекие времена, их чувства нам близки и понятны. Каждая песня несёт своё настроение, свою выразительность, запоминающую мелодию. «Робин Гуд» был поставлен ещё в 60-е годы XX века в Московском драматическом театре им. К. Станиславского, затем в Харьковском ТЮЗе и Музкомедии и Харьковском театре русской драмы им. Пушкина.
Разнообразные песни: «Это нас, ребята» (стихи М. Энтина) из кинофильма «Вперед, гвардейцы!» и «Есть мушкетеры!» (стихи М. Светлова) из спектакля «Двадцать лет спустя» объединены общей темой — темой мужества, готовности и борьбы. Песня «Есть мушкетеры!» дала название авторской пластинки, которая вошла в «Антологию советской песни». Особенное внимание композитор уделяет вниманию теме войны. К примеру можно взять хоровой цикл «Из песен о войне и Победе». Большое количество вокальных произведений М. Карминского адресовано детям разного возраста. Назовем только некоторые из них: «Красная гвоздика» и «Разгорайся ярче пламя», «Прощальный костер» из кинофильма «Будьте готовы, Ваше Величество!», музыка к фильму «Побег из дворца».
М. Карминский создал целый пласт хоровых произведений для детей — это хоровые тетради, изданные "Музыкальной Украиной в 1988 году, и являются сегодня нотографической редкостью — раритетом. Это далеко не полный список произведений М. Карминского и феномен созданной им музыки кроется во владении композитором техникой «стилевых взаимодействий». Композитор умеет разговаривать языками разных эпох, пользуясь их «Интонационным словарем».
На сегодняшний день М. Карминский с полным правом может быть назван классиком музыки конца XX столетия. Композитор фактически стоит у истоков нового, ренессансного направления. Его творчество демонстрирует новые принципы художественного мышления.